# Тереза Хинчевська-Геннель
Тереза Хинчевська-Геннел (пол. Teresa Chynczewska-Hennel; нар. 27 січня 1952, Єленя-Ґура) — польський історик, доктор габілітований (1995), професор гуманістичних наук (2009). Сфера наукових зацікавлень Хинчевської-Геннел охоплює проблеми польської і всесвітньої, передовсім української, історії Нового часу.

## Біографія
Народилась в м. Єленя-Ґура (нині місто Нижньосилезького воєводства, Польща). Наукова і викладацька діяльність Хинчевської-Геннел пов'язана перш за все із Білостоцьким і Варшавським університетами, Інститутом історії Польської АН. Викладала також у Гарвардському університеті (США), Національному університеті «Києво-Могилянська академія», Українському католицькому університеті в Римі (Італія). Зацікавлення українською історією в Хинчевської-Геннел проявилося ще в роки навчання у Варшавському університеті, під час відвідування семінару професора Б. Зєнтари.
1982 під керівництвом відомого польського історика професора З. Вуйцика захистила докторську дисертацію, присвячену дослідженню свідомості української шляхти та козацтва в ранній Новий час. Кілька років по тому опублікувала монографію «Świadomość narodowa szlachty ukraińskiej i Kozaczyzny od schyłku XVI do połowy XVII wieku» (Warszawa, 1985). Предметом дослідження для габілітаційної роботи Хинчевської-Геннел стали проблеми представлення Речі Посполитої в джерелах іноземного походження, появи та побутування стереотипів у цій сфері свідомості. Підсумком проведеного дослідження стала монографія «Rzeczpospolita XVII wieku w oczach cudzoziemców» (Wrocław—Warszawa—Kraków, 1993), що викликала жваву дискусію в середовищі польських істориків, до якої долучилися й такі відомі фахівці, як С. Кот і Я. Тазбір.
Останнім часом Хинчевська-Геннел плідно працює над дослідженням надзвичайно місткого документального спадку діяльності нунціїв Папи Римського в Речі Посполитій. Результатом опрацювань архіву Ватикану стали підготовлені під її редакцією 2 томи документів, а також 2 монографії, присвячені особі та діяльності посла Папської держави в Польщі 1636—1643 М. Філонарді. Джерельні пошуки в архівах Венеції (Італія) спричинилися до підготовки до публікації Хинчевською-Геннел важливого джерела з історії Польщі та України — історичного твору посланця Венеційської республіки до гетьмана Богдана Хмельницького Альберто Віміни да Ченеда. Сталим є зацікавлення Хинчевської-Геннел проблематикою Берестейської церковної унії 1596 та міжконфесійних взаємин у Речі Посполитій. Окремі праці присвячені історії Києво-Могилянської академії. Українознавча проблематика розробляється й учнями Хинчевської-Геннел, зокрема, докторська дисертація М. Дроздовського була присвячена релігійній сфері в житті запорозького козацтва 1-ї пол. 17 ст., а К. Лоссон — ідеології Гетьманату в літературі козацьких канцеляристів (1670—1720).